# Plotosus abbreviatus
Plotosus abbreviatus är en fiskart som beskrevs av Boulenger, 1895. Plotosus abbreviatus ingår i släktet Plotosus och familjen Plotosidae. Inga underarter finns listade i Catalogue of Life.